# Sinagoga de Lorca
La sinagoga de Lorca fue un templo hebraico situado en el interior del castillo de Lorca, en el municipio homónimo, en la Región de Murcia, enmarcado en un barrio judío del siglo XV. Fue descubierto durante unas obras de excavación en 2003.

## Historia
Aunque no existe documentación escrita ni restos epigráficos que permitan datar la construcción de la sinagoga, el templo se enmarca junto a un barrio judío que comenzó a desarrollarse a partir del siglo XIV. En uno de los orificios donde estuvo encajada la bimá se halló una moneda de Enrique III de Castilla (r. 1390-1406) a unos 40 centímetros bajo el pavimento, por lo que lo más probable es que su construcción se diera tras la masacre antisemita de 1391 y la predicación de Vicente Ferrer en 1411, quedando refugiados cerca del poder real en el interior del castillo de Lorca. Los azulejos hallados in situ frente al hejal corresponden con la cerámica azulada de Paterna, vinculada al siglo XV, así como la yesería de la misma zona.
El hallazgo se produjo en 2003, durante la construcción del Parador de Turismo de España en el castillo de Lorca, en un proyecto dirigido por los arqueólogos J. Gallardo Carrillo y A. Pujante Martínez, donde se localizaron las diferentes estancias y el aprovechamiento del desnivel para su construcción en terrazas. En 2008 se realizó un proyecto de consolidación de restos y actuación a la vez que se estraba construyendo el Parador de Turismo, mientras que las últimas actuaciones se llevaron a cabo entre 2010 y 2012, donde se realizaron recreaciones para mejorar su interpretación.

## Descripción
La sinagoga alberga una única nave rectangular de 19,6 metros de longitud y 10,4 metros de anchura. Estas dimensiones están divididas entre la sala de oración (14 x 8 metros), el vestíbulo (6,7 x 2,5 metros) y la sala de mujeres (2,8 x 3,2 metros).

## Restos arqueológicos de la judería de Lorca
Se conservan en el Museo Arqueológico Municipal de Lorca restos de las excavaciones llevadas a cabo tanto en la judería de Lorca como en la propia sinagoga. 

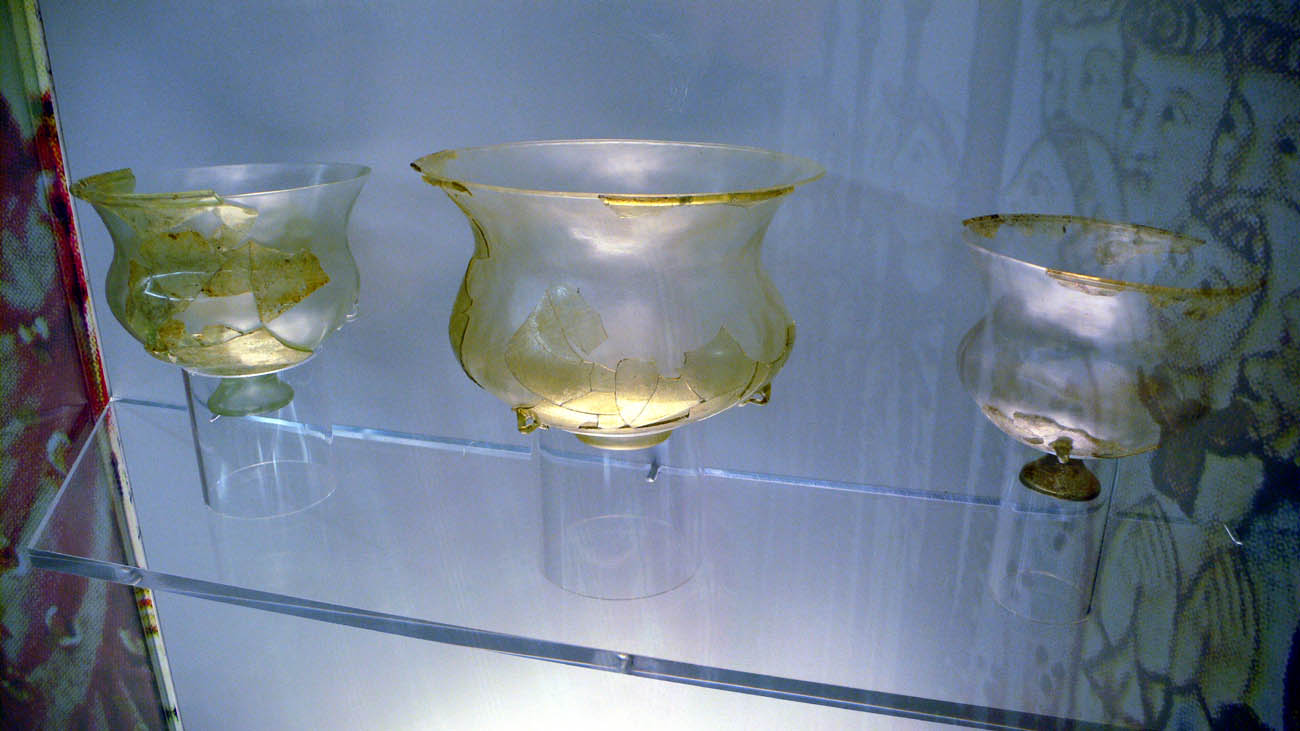
Lámparas de la judería de Lorca
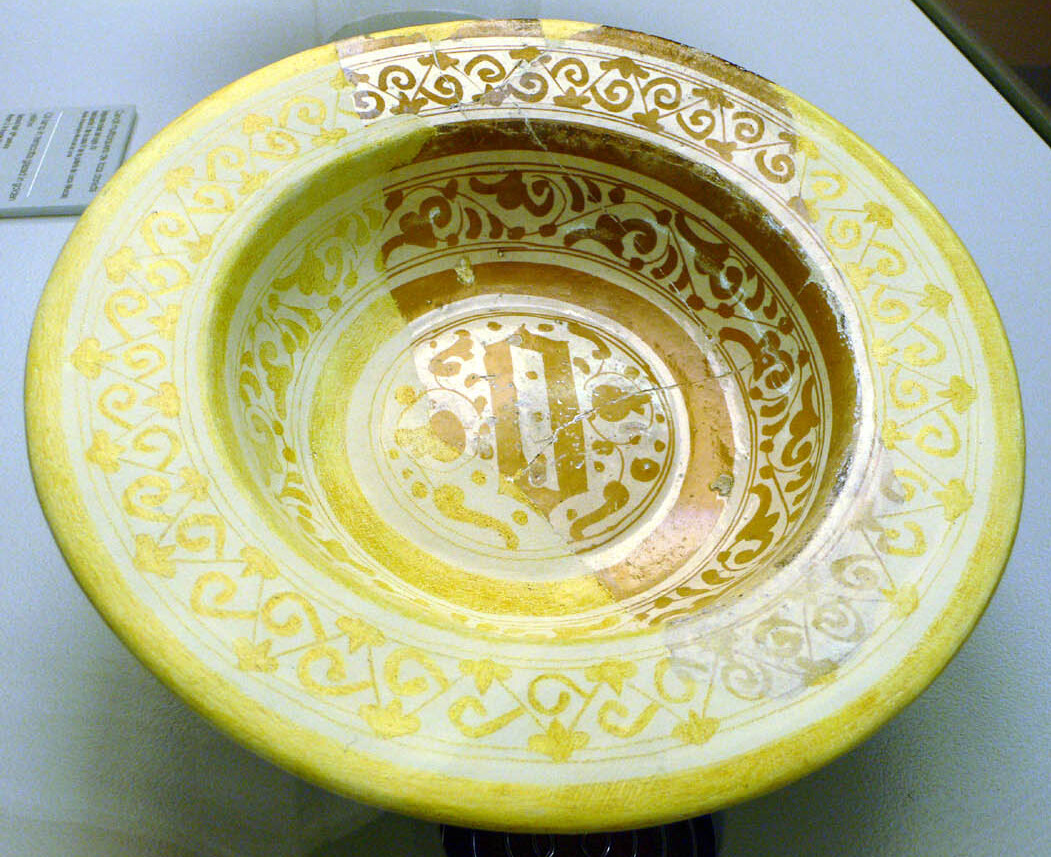
Plato de loza de la judería de Lorca
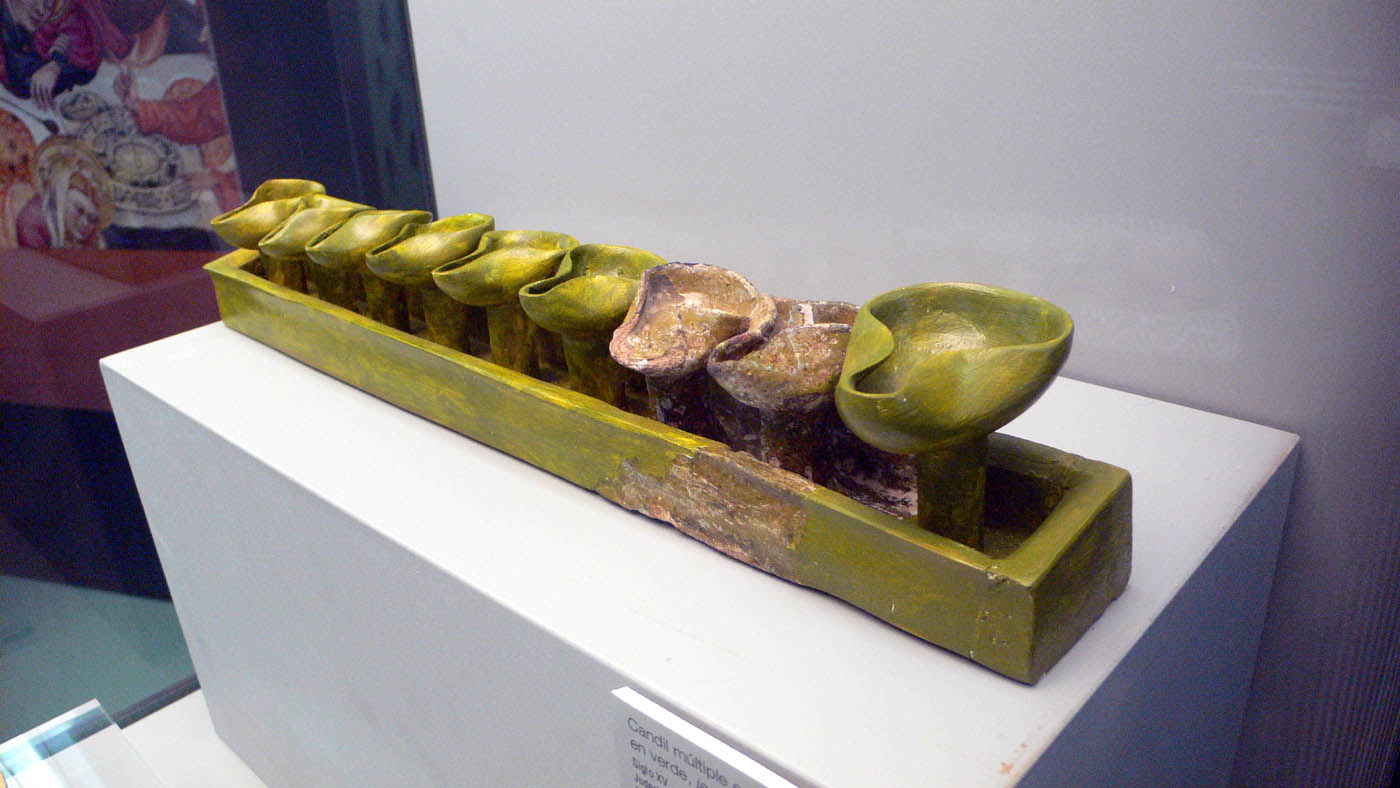
Hanukkia judía
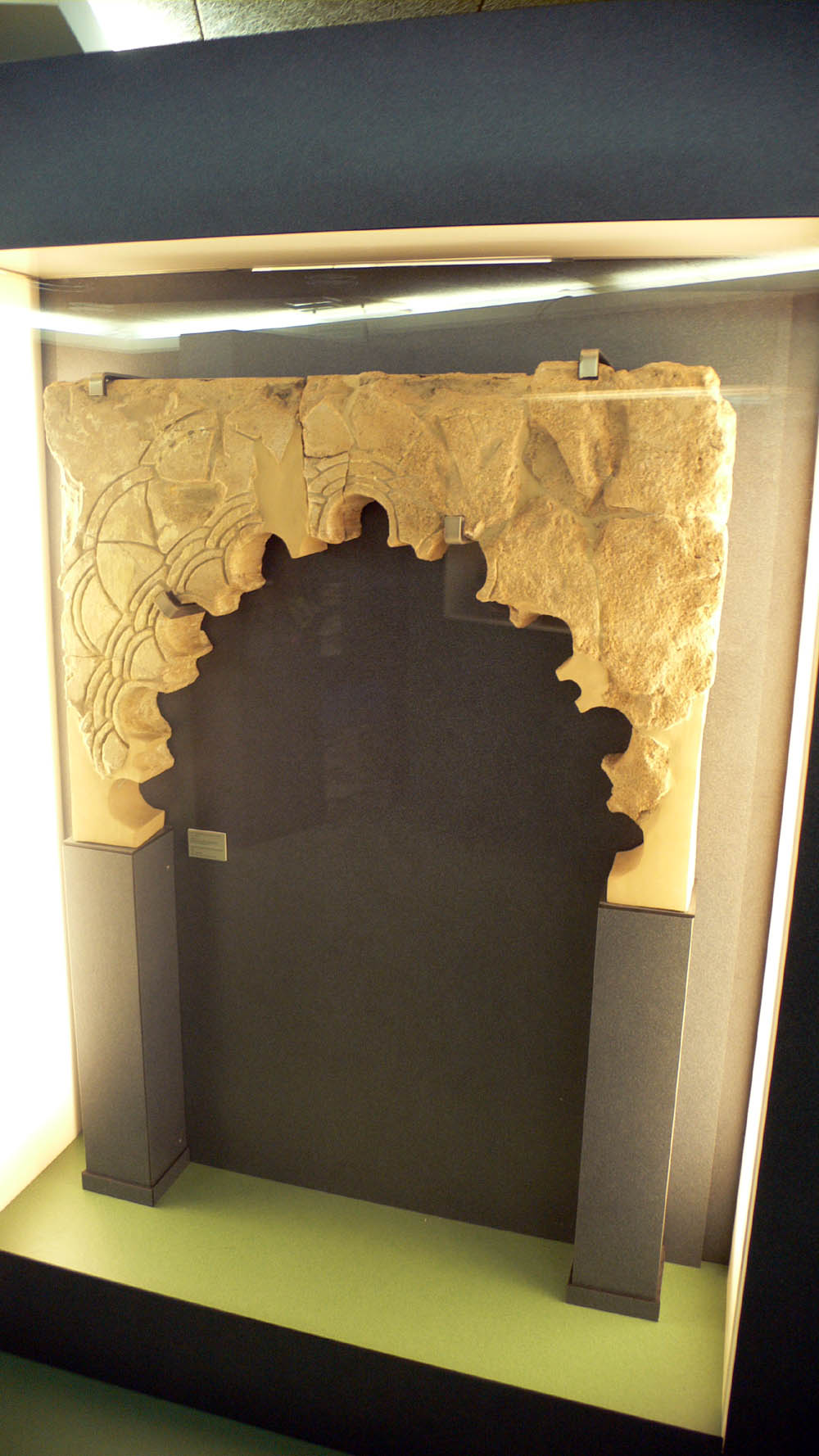
Yesería procedente de la judería de Lorca
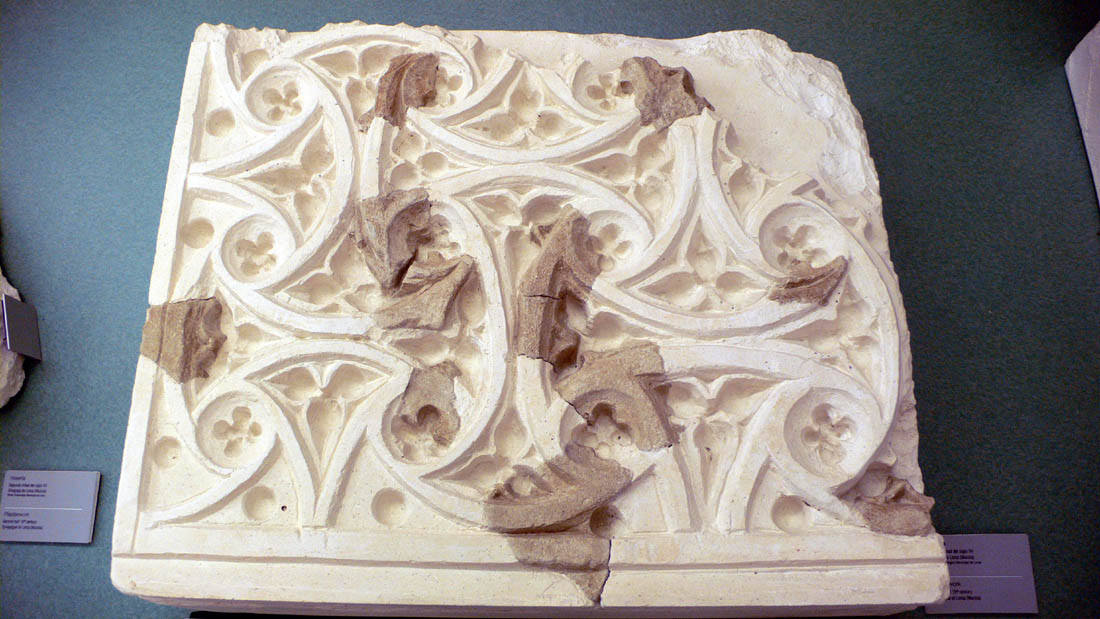
Yesería procedente de la sinagoga de Lorca